# David Finch
Pour les articles homonymes, voir Finch.
Ne doit pas être confondu avec David Lynch ou David Fincher.
David Finch, né à Windsor le 19 mai 1972 est un dessinateur de comics canadien. 
Il a un frère, Bernard, et une sœur, Samantha.

## Biographie
Ayant abandonné le lycée et n'ayant aucun diplôme, il apprend le dessin en autodidacte après avoir découvert les comics grâce aux lectures de sa sœur,. Appréciant grandement le travail de Marc Silvestri, il se rend à New York, lors d'une convention, pour rencontrer David Wohl alors éditeur pour Top Cow. Engagé en 1994, son premier travail sera comme assistant de Marc Silvestri sur la série Cyberforce. Il y reste plusieurs années, enchaînant les séries : Ascension en 1997, assistant sur The Darkness en 1999 et co-créateur d'Aphrodite IX en 2000.
En 2002, il est embauché par Marvel et travaille sur les X-Men avec la série Ultimate X-Men. En 2005, il rencontre sa future femme Meredith. Son travail sur Ultimatum est récompensé d'un Prix Joe-Shuster en 2009.
En dehors des comics, il dessine en 2008 la pochette de l'album Indestructible du groupe Disturbed et réalise des concept arts pour des films comme Watchmen en 2009.
A la fin de son contrat d'exclusivité chez Marvel, il est embauché par DC Comics en 2010 et travaille sur le personnage de Batman dans la série The Dark Knight. Il enchaîne ensuite sur Justicle League of America aux côtés de Geoff Johns puis la mini-série Forever Evil. En novembre 2014, il reprend les dessins de la série Wonder Woman au no 36 alors que sa femme est au scénario. Il retrouve Batman lors du DC Rebirth en 2016.

## Illustrations de couverture
- World War Hulk
- X-Men: Messiah CompleX
- Aphrodite IX
- Witchblade
- The Darkness
- Dragon Prince
- Darkchylde

### Image / Top Cow
- 1994 : Cyberforce no 6-7, 15-22, 24-29, 31 (1994-1997)
- 1995 : Cyberforce Annual no 1
- 1994 : Codename: Strike Force no 7
- 1995 : Ripclaw (Wizard special edition) n°½
- 1997 : Ascension no 0-13 (1997-1999)
- 1997 : Tales of the Witchblade no 2
- 1997 : Witchblade/Elektra one-shot (Image-Marvel)
- 1997 : The Darkness/Batman one-shot (Image-DC Comics)
- 1999 : The Darkness no 20-21 (assistant), no 39 (1999-2001)
- 2000 : Aphrodite IX no 0-3 (2000-2001)

### Marvel
- 2002 : The Call of Duty: The Brotherhood no 1-6
- 2002 : X-Men Unlimited no 35, 40 (2002-2003)
- 2002 : Wolverine (vol.2) no 173
- 2003 : Ultimate X-Men no 27-30, 34-45 (2003-2004)
- 2004 : Daredevil no 65
- 2004 : Avengers no 500-503, no 500 Director's Cut
- 2005 : New Avengers no 1-6, 10-14, 1 Directors Cut
- 2006 : Spider-Man Unlimited (vol.2) no 14 (scénario de C. B. Cebulski)
- 2006 : Moon Knight (vol.6) no 1-8 (2006-2007)
- 2007 : Legion of Monsters: Morbius no 14 (Dracula/Lilith, scénario de C. B. Cebulski)
- 2007 : Fallen Son: The Death of Captain America - Spider-Man
- 2008 : Ultimatum

### DC Comics
- 2010 : Batman no 700
- 2011 : The Dark Knight (2011-2013)
- 2012 : Justicle League of America (2012-2013)
- 2013 : Forever Evil
- 2014 : Wonder Woman no 36-42, 44-46, 48-50 (2014-2016)
- 2016 : Batman no 1–5, 16–20, 24, 50 (Rebirth, 2016-2018)

## Récompense
- 2009 : Prix Joe Shuster du meilleur dessinateur pour Ultimatum[5]
- 2017 : Prix Eisner de la meilleure histoire courte pour « Good Boy », dans Batman Annual no 1 (avec Tom King)[11]